# Port Phillip
Port Phillip (eller Port Phillip Bay eller blot The Bay) er et farvand i den sydlige del af den australske delstat Victoria.
Farvandet (der på trods af, at det bliver kaldt en bugt, egentlig består af seksten bugter) fylder 1.950 km2 og har en kystlinje på 260 km. Det ligger syd og vest for delstatens hovedstad Melbourne og munder ud i Bassstrædet mod syd. Omkring udmundingen ligger øerne Swan Island, Mud Island og Duck Island. I den vestlige del af Port Phillip ligger byen Geelong for enden af Corio Bay, der er en af bugterne i Port Phillip.
Med sine 3,2 millioner indbyggere er bugtens kystlinje det område i Australien, der har den højeste befolkningstæthed. Dybden er typisk mindre end otte meter, omend den maksimale dybde er på 24 meter.